# Progressiv trance
Progressiv trance er en populær undergenre af trance. Set ud fra mange DJ's øjne er denne blanding af house, techno og ambient musik nærmest unik.
Progressive Trance bliver ofte misforstået som at være Progressive-Psytrance
| Musik | Spire Denne musikartikel er en spire som bør udbygges. Du er velkommen til at hjælpe Wikipedia ved at udvide den. |